# Class 40
Class 40 van British Rail (BR) is een reeks van 200 dieselelektrische locomotieven die tussen 1958 en 1962 werd gebouwd door English Electric. Ze kwamen in dienst als D200-D399 en waren een tijdlang de trots van de dieselvloot van British Rail. 
Ondanks hun aanvankelijke succes werd het takenpakket al teruggeschroefd voordat ze allemaal waren afgeleverd. Nieuwere krachtigere ontwerpen namen de expresstreinen over en de class 40 werd ingezet voor secundaire passagiers- en vrachtdiensten die ze vele jaren verzekerde. De laatste inzet in de normale dienst was in 1985. 
De locomotieven stonden algemeen bekend als "Whistlers" vanwege het kenmerkende geluid van hun turbo's.

## Geschiedenis
De reeks is voortgekomen uit de prototypes LMS 10000 en 10001, de Class D16/2 die nog door de Southern Railway SR was ontworpen en besteld. BR voegde in 1954 de 10203 toe aan de twee prototypes van SR en deze werd aangedreven door de 16SVT MkII-motor van English Electric met een vermogen van 1.460 kW. Het draaistelontwerp en de aandrijflijn van 10203 werden vrijwel ongewijzigd gebruikt in de eerste tien Class 40.
British Rail bestelde aanvankelijk tien locomotieven, toen bekend als English Electric type 4, voor vergelijkend onderzoek. Ze werden gebouwd bij Vulcan Foundry in Newton-le-Willows in Lancashire. De eerste locomotief, D200, werd op 14 maart 1958 geleverd aan depot Stratford. Nadat monteur en bemanning waren opgeleid kwam de D200 op 18 april 1958 in de reizigersdienst voor de sneltrein van  London Liverpool Street naar Norwich. De nrs. D200, D202-D205, werden beproefd tijdens vergelijkbare ritten op de routes van de voormalige Great Eastern, terwijl de andere vijf, nrs. D201, D206-D209, op de East Coast Main Line ritten van de Great Northern verzekerden.
Sir Brian Robertson, toenmalig voorzitter van de British Transport Commission, was niet onder de indruk en betwijfelde of de locomotieven sterk genoeg waren om zware treinen op hoge snelheid te trekken en stelde dat ze te duur waren om in treinschakeling te rijden. Zijn inschatting bleek achteraf juist te zijn en was, nadat hij dit had voorgelegd aan de regionale directies van BR, aanleiding om af te spreken dat nieuw te bestellen locomotieven minstens 1.863 kW moesten kunnen leveren, iets wat overigens niet is nagekomen.  
De ritten op de Great Eastern Main Line lieten weinig verschil zien met de prestaties van de stoomlocomotieven van de "Britannia"-reeks als die goed bestuurd werden en de diesels waren hier slechts een marginale verbetering. De Eastern Region weigerde verdere locomotieven van de reeks omdat ze ze ongeschikt achtte om de Pacific-stoomlocomotieven op de East Coast Main Line te vervangen. De Pacifics bleven dan ook in dienst totdat de Deltics werden geleverd.
De London Midland Region was maar al te blij met het besluit van de Eastern Region omdat daarmee meer locomotieven beschikbaar waren om hun verouderde stoomlocs te vervangen. De West Coast Main Line had al jaren te kampen met achterstallig onderhoud en gebrek aan investeringen. De over het algemeen lagere snelheden ten opzichte van de East Coast Main Line maakte de Class 40 bij uitstek geschikt. De noodzaak om treinen lange tijd op snelheid te houden bestond eenvoudigweg niet en de vrij snelle acceleratie kwam hier beter tot zijn recht.

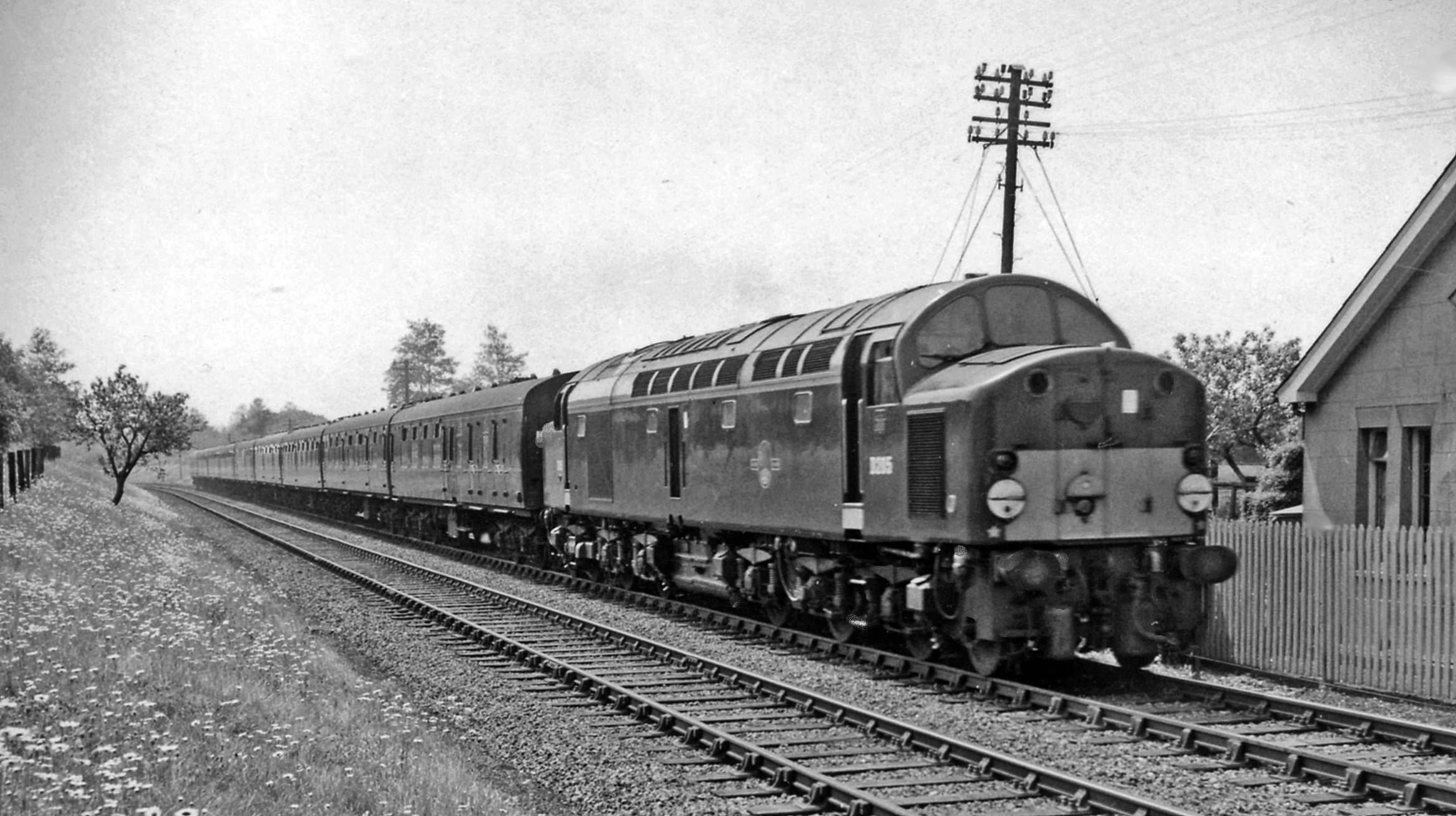
De D206 op de Great Eastern Main Line in 1963.
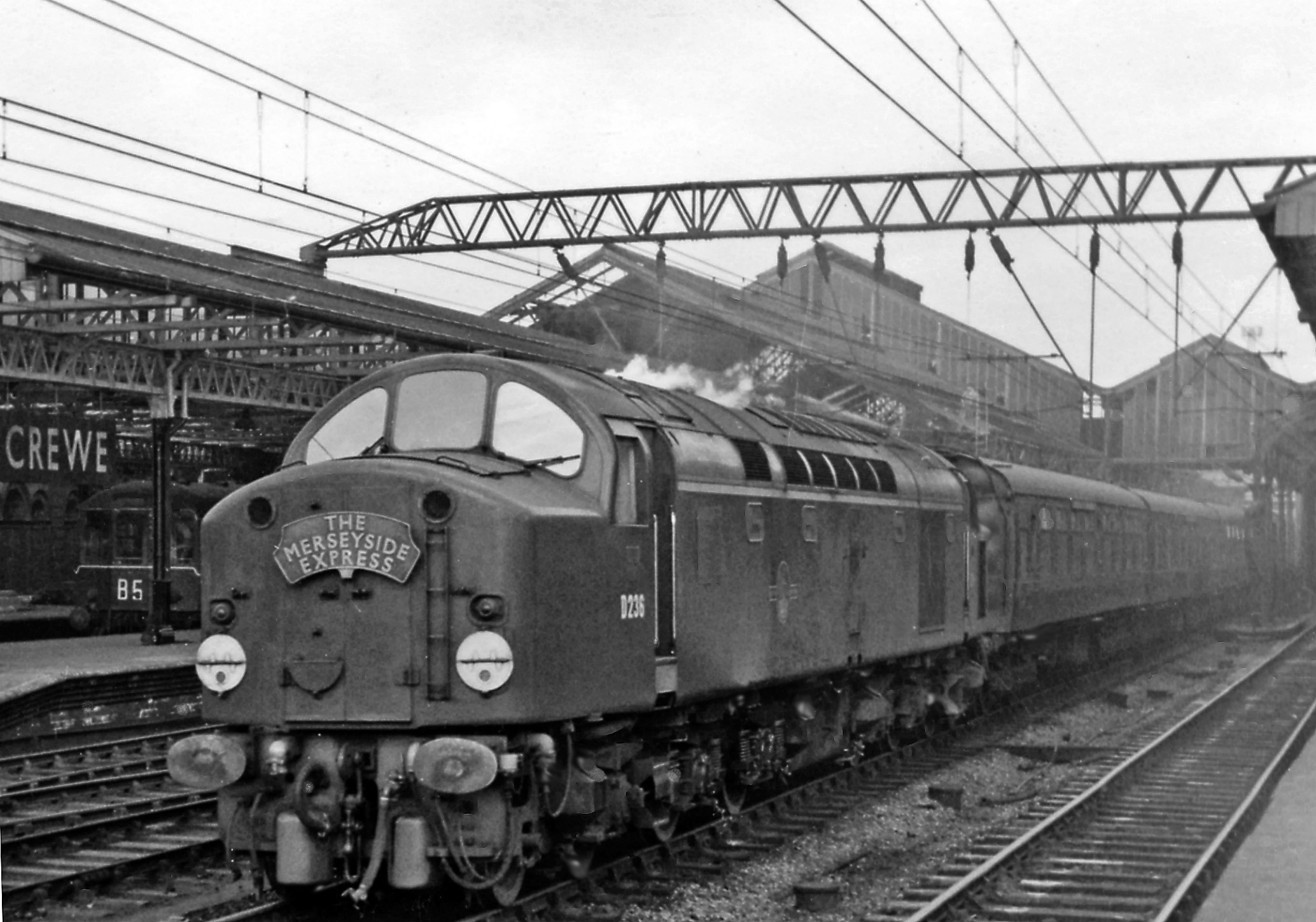
De D263 met de Merseyside Express te Crewe in 1960.
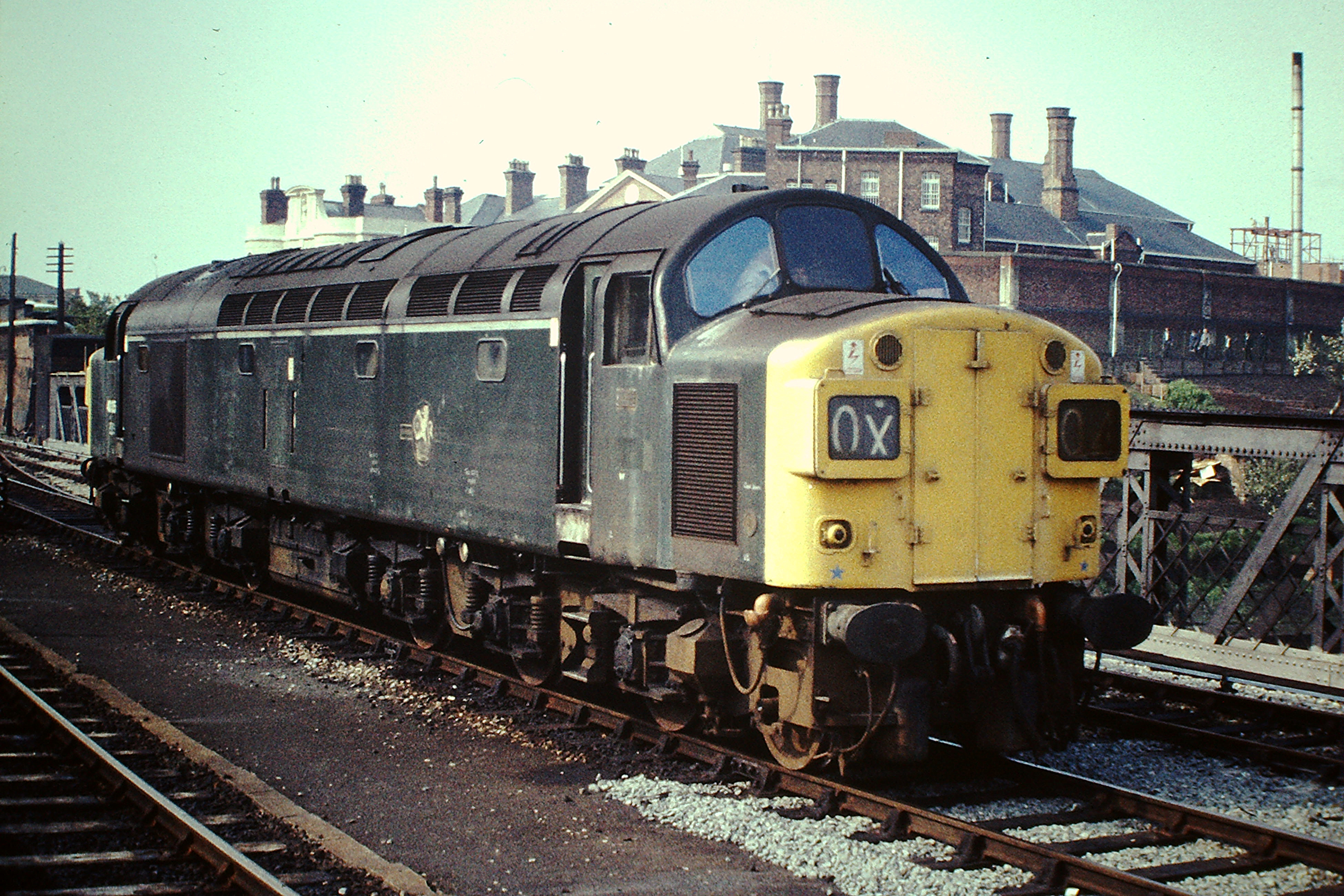
40125 in verbleekt groen met gele neuzen te Shrewsbury (General) in mei 1975.

## Productie
Na het wisselend succes van de prototypes werden nog eens 190 locomotieven besteld door British Railways, die werden genummerd van D210 tot D399. Deze werden voor het grootste deel gebouwd door Vulcan Foundry, terwijl twintig stuks (nrs. D305-D324) door Robert Stephenson & Hawthorns in Darlinton werden vervaardigd. Alle locomotieven werden geschilderd in de dieselgroene kleurstelling van de British Railways en de laatste locomotief, D399, werd in september 1962 geleverd.
Binnen de reeks werden verschillende groepen gebouwd met aanzienlijke onderlinge verschillen, veroorzaakt door gewijzigde werkwijze van de spoorwegen. De eerste 125 locomotieven, nrs. D200-D324, werden net als de stoomlocomotieven gebouwd met schijf op kop om de diensten te identificeren. Later werd besloten dat locomotieven een vier tekens brede identificatie zouden krijgen en de D325-D344 kregen een gesplitste identificatie met elk twee tekens. 
Een ander besluit betekende dat de frontdeuren, waardoor treinpersoneel zich van de ene naar de andere locomotief kon verplaatsen, vervielen en de nrs. D345-D399 kregen dan ook een nummerbak met 4 tekens. In 1965 werden zeven van de eerste serie locomotieven, nrs. D260-D266, die in Schotland waren gestationeerd, omgebouwd met een nummerbak met vier tekens. 
Vanaf 1973 werden locomotieven omgenummerd om te passen in de computernummering TOPS en werden ze bekend als Class 40. De locomotieven D201 tot en met D399 werden achtereenvolgens omgenummerd tot de reeksen 40 001 tot 40 199. De eerste gebouwde locomotief, D200, werd 40 122, omdat dit nummer vrij was als gevolg van de sloop van de D322 na ongevalsschade.

## Namen voor de locomotieven
De locomotieven D210 – D235, die de sneltreinen naar Liverpool zouden trekken, moesten genoemd worden naar de schepen van de rederijen die Liverpool als Britse thuishaven hadden. De naamplaten kregen boven de naam het logo van de rederij, Cunard Line, Elder Dempster Lines of Canadian Pacific Steamships, en als onderschrift de naam van de rederij. De D226 zou de naam Media krijgen maar bleef naamloos en vanaf 1970, toen de diensten naar Liverpool niet langer door de Class 40 werden verzorgd, werden de namen geleidelijk verwijderd. In 1973 meldden medewerkers van Railway World al zeven verschillende zonder naamplaat op diensten in Noord Wales. De Motive Power Combined Volume, een lijst met alle in dienst zijnde locomotieven die jaarlijks door Ian Allen voor liefhebbers wordt gepubliceerd, vermeldde echter tot 1980 de namen ondanks dat de naamplaten al jaren verwijderd waren.   
| Bedrijfsnummer | Naam               | Rederij                     | Gedoopt                                  |
| -------------- | ------------------ | --------------------------- | ---------------------------------------- |
| D210           | Empress of Britain | Canadian Pacific Steamships | mei 1960                                 |
| D211           | Mauretania         | Cunard Line                 | september 1960                           |
| D212           | Aureol             | Elder Dempster Lines        | 20 september 1960 op Liverpool Riverside |
| D213           | Andania            | Cunard Line                 | juni 1962                                |
| D214           | Antonia            | Cunard Line                 | mei 1961                                 |
| D215           | Aquitania          | Cunard Line                 | mei 1962                                 |
| D216           | Campania           | Cunard Line                 | mei 1962                                 |
| D217           | Carinthia          | Cunard Line                 | mei 1962                                 |
| D218           | Carmania           | Cunard Line                 | juli 1961                                |
| D219           | Caronia            | Cunard Line                 | juni 1962                                |
| D220           | Franconia          | Cunard Line                 | februari 1963                            |
| D221           | Ivernia            | Cunard Line                 | maart 1961                               |
| D222           | Laconia            | Cunard Line                 | oktober 1962                             |
| D223           | Lancastria         | Cunard Line                 | mei 1961                                 |
| D224           | Lucania            | Cunard Line                 | augustus 1962                            |
| D225           | Lusitania          | Cunard Line                 | maart 1962                               |
| D226           | Media              | Cunard Line                 | nooit                                    |
| D227           | Parthia            | Cunard Line                 | juni 1962                                |
| D228           | Samaria            | Cunard Line                 | september 1962                           |
| D229           | Saxonia            | Cunard Line                 | maart 1963                               |
| D230           | Scythia            | Cunard Line                 | april 1961                               |
| D231           | Sylvania           | Cunard Line                 | mei 1962                                 |
| D232           | Empress of Canada  | Canadian Pacific Steamships | maart 1961                               |
| D233           | Empress of England | Canadian Pacific Steamships | september 1961                           |
| D234           | Accra              | Elder Dempster Lines        | mei 1962                                 |
| D235           | Apapa              | Elder Dempster Lines        | mei 1962                                 |

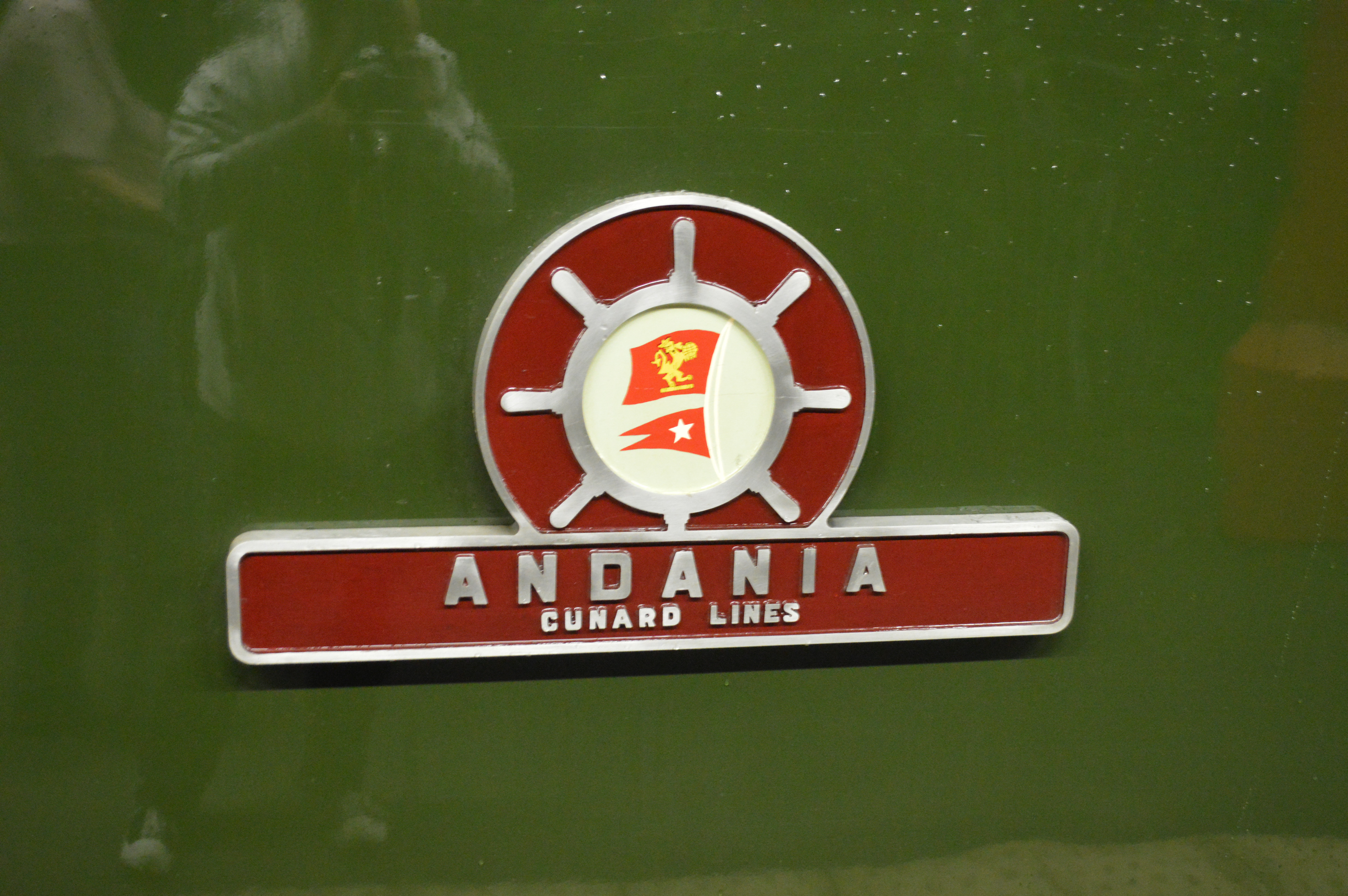
De Andania van de Cunard Line
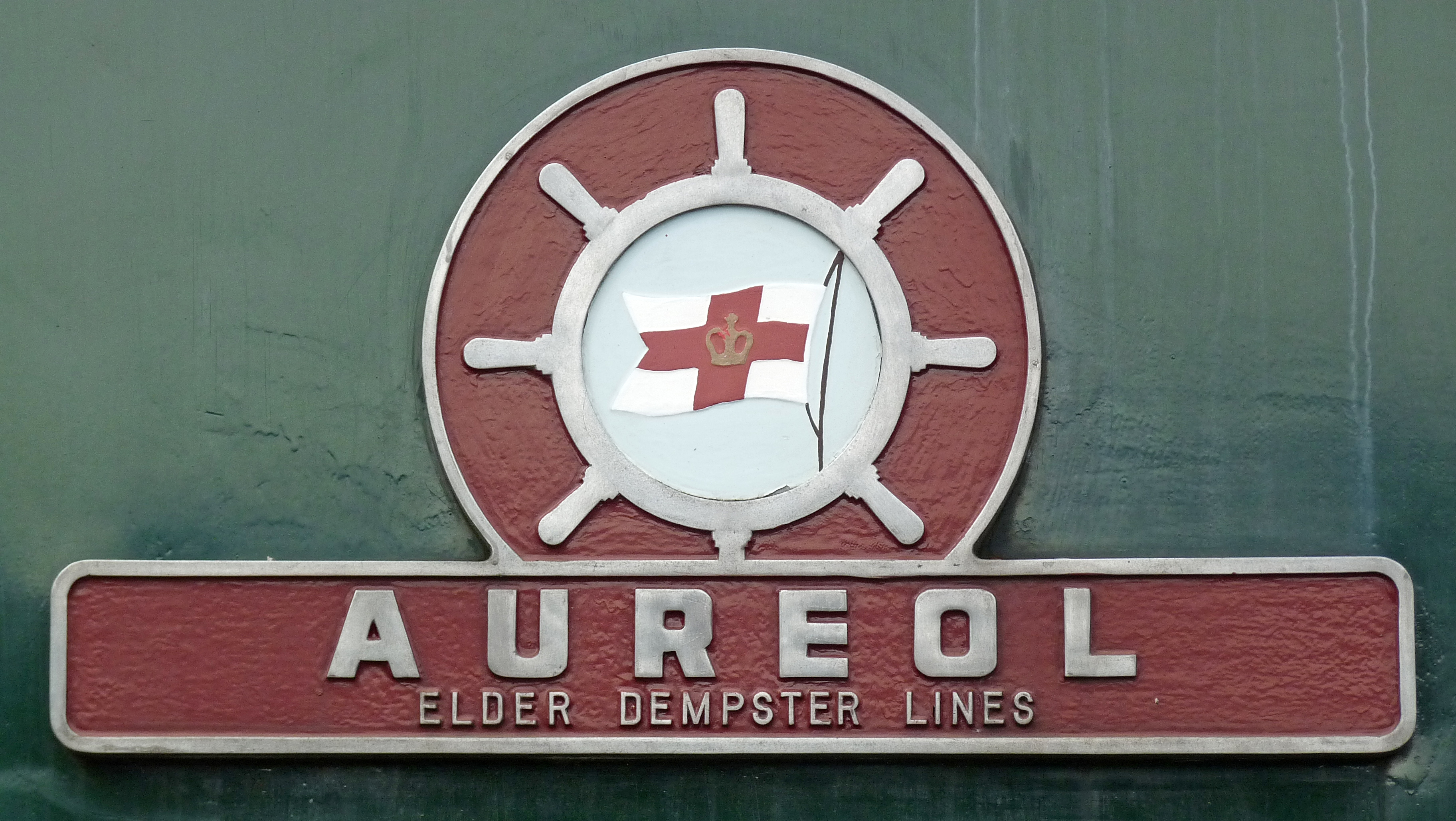
De Aureol van de Elder Dempster Lines
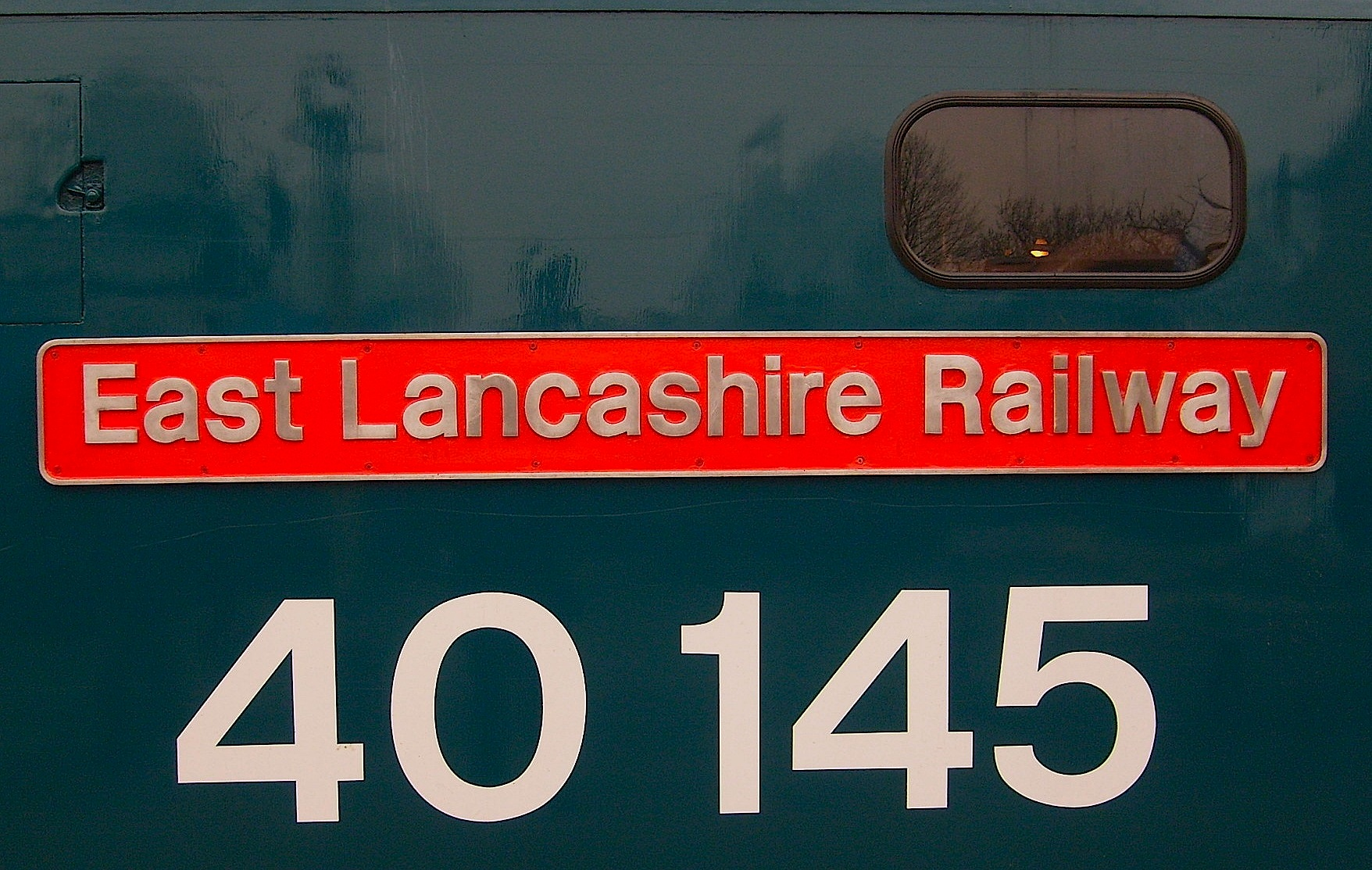
40145 op 19 april 2008

Treinliefhebbers en enthousiaste medewerkers van het depot gaven verscheidene locomotieven een onofficiële naam. Sommige van deze namen bleven maanden lang op de locomotieven terwijl andere al binnen enkele dagen hun naam weer kwijt waren;
- 40 060 'Ancient Mariner' (tijdens onderhoudstaken als 97 405)
- 40 104 'Warrior'
- 40 129 'Dracula'
- 40 131 'Spartan'
- 40 132 'Hurricane'
- 40 134 'Andromeda'
- 40 137 'Trojan'
- 40 145 'Panther'
- 40 150 'Crewe'
- 40 155 'Vulcan Empress'
- 40 164 'Lismore'

## In bedrijf
De class 40 reed bij alle divisies van BR al waren ritten in de Western Region en Southern Region beperkt en doorgaans het gevolg van speciale ritten of uitzonderlijke omstandigheden. Zo trok de D317 op 3 juli 1967 een trein met postpakketten van Micheldever en Basingstoke en trok de D335 op 29 juni 1971 om 7:35 uur de trein van Oxford naar Paddington en om 10:16 uur de rit van Paddington naar  Birmingham. De openbaar gemaakte diensttoewijzing tegen het einde van de treindienst van de class 40 kent geen enkele reguliere dienst in de Southern Region en in de Western Region werd de  Cambrian Line tussen Shrewsbury en Aberystwyth bereden en waren ze trekkracht voor goederentreinen tussen Gloucester en Severn Tunnel Junction. 
Na de proefritten in het begin werd het grootste deel van de reeks ondergebracht in depots in het noorden van Engeland; 
- Longsight, Carlisle Kingmoor en Wigan Springs Branch van de London Midland Region.
- Thornaby en Gateshead van de Eastern Region.

De hoogtij dagen van de reeks lagen in het begin van de jaren zestig van de twintigste eeuw toen ze de expresstreinen op de West coast Main Line trokken. De komst van sterkere diesellocomotieven zoals de Class 47 en de Class 50 en later de InterCity 125, alsmede de elektrificatie van de West Coast Main Line, betekende dat de reeks geleidelijk aan mindere voorname taken kreeg.
In de latere periode werden de locomotieven vooral ingezet voor zware goederen en reizigerstreinen in het noorden van Engeland en in Schotland. Zodra er nieuw rollend materieel instroomde vermindere het aantal reizigersdiensten deels omdat de reeks niet over elektrische treinverwarming beschikte die nodig was voor nieuwere rijtuigen. (D255 was gedurende korte tijd in de jaren 60 bij wijze van proef uitgerust met elektrische treinverwarming.) De laatste reizigersdiensten in Schotland eindigden in 1980 en de laatste reizigersdiensten in de normale dienst werden uitgevoerd op de North Wales Coast Line tussen Holyhead, Crewe en Manchester, alsmede voor reguliere uitstapjes door het Penninisch gebergte tussen Liverpool en York of Newcastle.
Begin jaren 80 van de twintigste eeuw werd de reeks vaak ingezet voor versterkingsritten, dagtochten en vakantietreinen, alsmede als vervangers van elektrische tractie, met name op zondag, tussen Manchester en Birmingham, zodat de reeks op vele uithoeken van het net te zien was. Slechts een klein aantal trajecten van de London Midland Region en de Eastern Region deden het zonder een dienst met een Class 40. De vaste bestemmingen waren de badplaatsen Scarborough, Skegness en Cleethorpes in de Eastern region, en Blackpool en Stranraer aan de westkust. Zeldzamer waren ritten van/naar London Paddington en Euston, Norwich, Cardiff and zelfs Kyle of Lochalsh. Het feit dat de reeks zo ongeveer overal kon opduiken trok een zwerm treinliefhebbers die de reeks volgde naar plekken waar ze zelden werden ingezet.

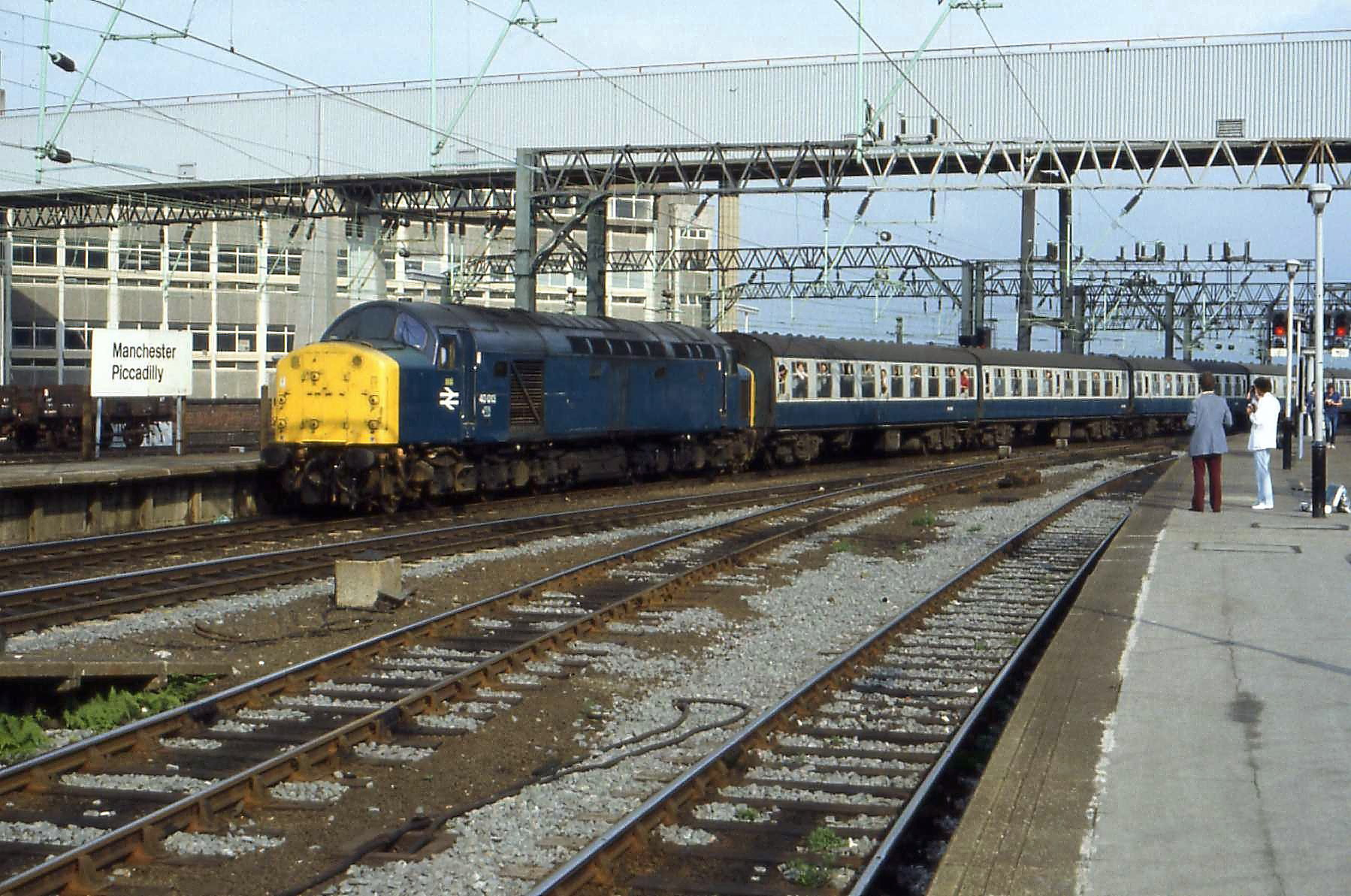
De 40013 zonder naamborden in Manchester Piccadilly
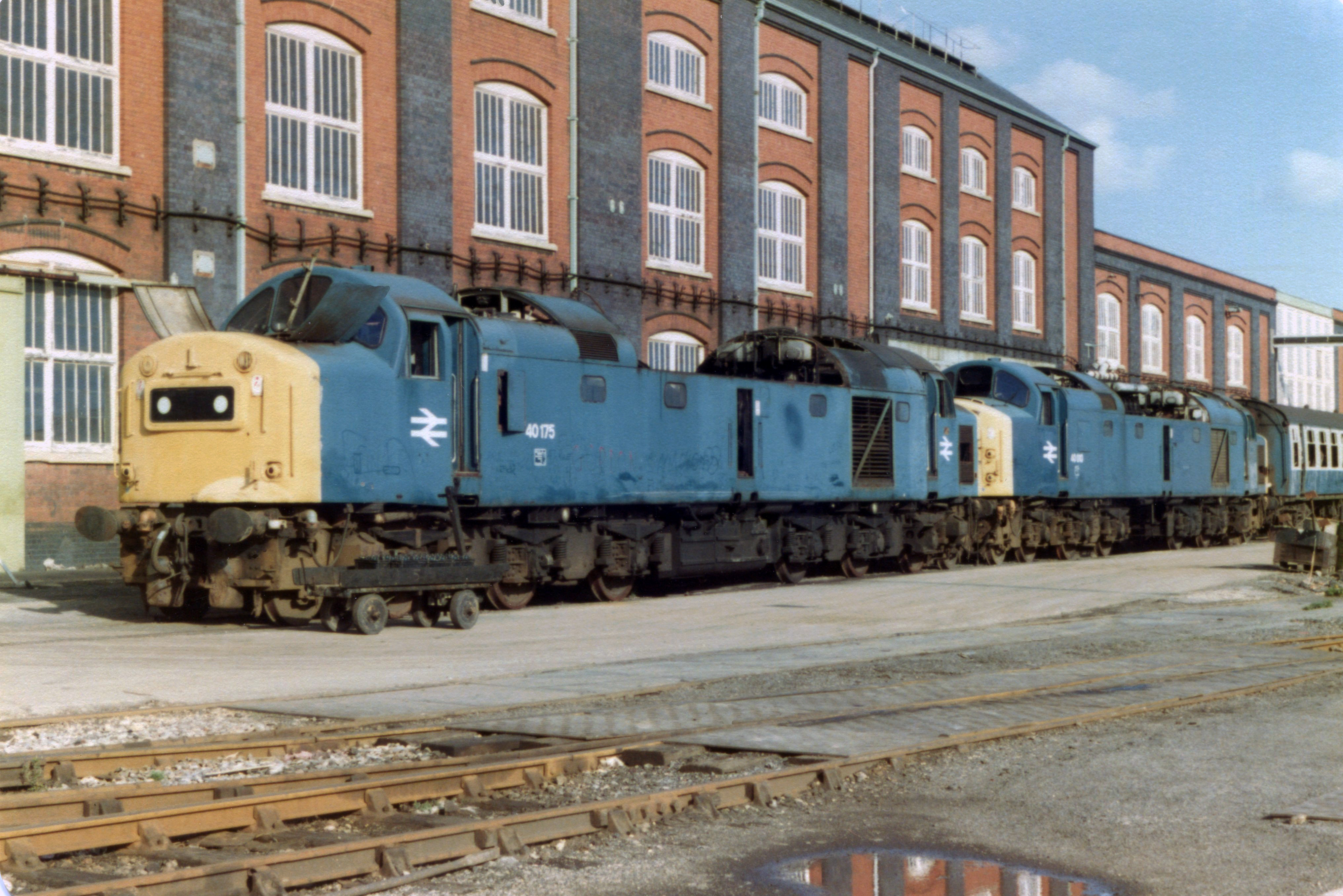
De 40175 & 40010 in de werkplaats van Swindon op 28 oktober 1982
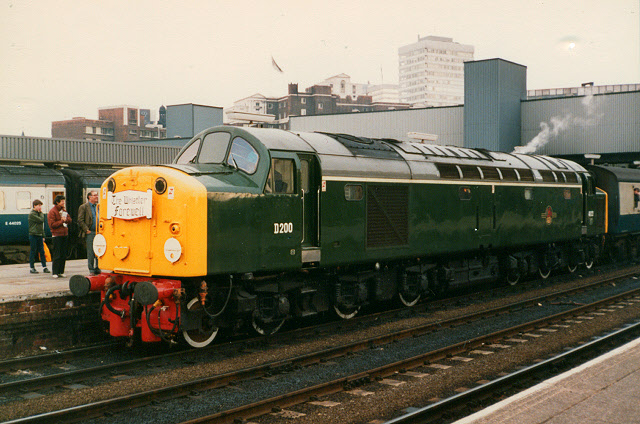
De D200 te Leeds tijdens de afscheidstour in 1985.

## Uitstroom
De uitstroom van de reeks begon in 1976 toen de 40 005, 40 039 and 40 102 werden uitgerangeerd. Met een massa van meer dan 130 ton werd de reeks als te zwak gemotoriseerd gezien. Daarbij kwam dat bij een deel scheuren in de draaistellen werden vastgesteld, voornamelijk veroorzaakt door onjuist gebruik met geladen goederenwagons en de samenhangende ritten over licht gebogen rangeerterreinen, verder waren de onderdelen nodig om andere locomotieven van de reeks te voorzien. 
Daarnaast waren veel locomotieven niet uitgerust met luchtremmen waarmee ze ongeschikt waren om moderne rijtuigen en wagons te trekken. Ondanks dit waren in 1980 pas 17 stuks uitgerangeerd. De populariteit onder treinliefhebbers nam toe naarmate het aantal in dienst afnam. De uitstroom nam een vlucht toen alle locs zonder luchtremmen werden uitgerangeerd. De resterende 130 werden in 1981 allemaal ondergebracht in de London Midland Region. 
Groot onderhoud werd ook afgebouwd en in 1980 ondergingen dit slechts 29 exemplaren en de laatste 2 volgden in 1981. De laatste was de  40 167 in februari 1981 in de werkplaats van Crewe. 
Hierna nam het aantal in dienst langzaam af tot het einde van 1984 toen er nog 16 dienst deden. Hieronder was ook het eerste exemplaar 40 122, die na de uitstroom in 1981 terugkwam in juli 1983 en werd overgeschilderd in de afleveringskleuren om als trekkracht van treinen voor liefhebbers te dienen. De laatste reizigerstrein werd, behalve door de 40 122, op 27 januari 1985 getrokken door de 40 012 van Birmingham New Street naar York. Het merendeel van de class 40 werd gesloopt in Crewe, Doncaster, of Swindon; 
- Crewe Works sloopte 65 locs.
- Doncaster Works sloopte 64 locs.
- Swindon Works sloopte 54 locs.

De rest werd gesloopt in Derby, Glasgow, Inverkeithing, en Vic Berry te Leicester.
| Jaar | Aantal begin van het jaar | Aantal uitgerangeerd | Locnummers | opmerkingen |
| ---- | ------------------------- | -------------------- | --- | --- |
| 1967 | 200                       | 1                    | D322 | Ongevalsschade |
| 1976 | 199                       | 11                   | 40 005/21/39/41/43/45/53/89/102/189/190 | 40 039 werd nooit in B.R. blauw geschilderd. |
| 1977 | 188                       | 4                    | 40 048/54/59/72 | |
| 1978 | 184                       | 1                    | 40 051 | Alleen met vacuümremmen |
| 1979 | 183                       | 0                    | – | |
| 1980 | 183                       | 20                   | 40 011/26/38/40/42/71/100/105/108-110/112/114/119/123/142/146/147/156/161                                                                      | |
| 1981 | 163                       | 41                   | 40 010/14/16-19/23/31/32/37/62/65-67/70/75/78/83/95/98/107/111/113/116/117/120/122/125/134/137/144/149/151/165/171/173/175/176/178/179/193     | 40 122 kwam terug in dienst op 24 april 1983. 40 010 werd slechts 14 maanden na groot onderhoud uitgerangeerd.                                                                                                  |
| 1982 | 122                       | 32                   | 40 003/08/20/25/36/55/64/87/88/92/94/101/103/115/127/128/130/132/136/138-140/148/154/162-163/166/182/184/186/187/199                           | 40 183 was aan de beurt voor een E-onderhoud en werd uitgerangeerd, maar kwam weer in dienst en kreeg alsnog E-onderhoud op 8 september 1982. Na breuken in de draaistellen stroomde de loc uit op 30 mei 1983. |
| 1983 | 90                        | 41                   | 40 006/07/27/30/46/49/50/52/61/68/69/73/76/77/80/81/84/90/93/96/97/106/121/131/141/145/153/157-159/164/169/170/172/180/183/185/188/191/197/198 | 40 185 uitgerangeerd 2 jaar na niet uitgevoerd groot onderhoud. 40 076 leverde de draaistellen voor de restauratie van de 40 122.                                                                               |
| 1984 | 49                        | 33                   | 40 001/02/04/09/15/22/24/28/29/33-35/47/56-58/63/74/82/85/91/99/124/126/129/133/160/167/168/174/177/195/196                                    | 40 009, de laatste met vacuüm remmen, werd uitgerangeerd op 7 november 1984 met kapotte lagers en motorproblemen. De 40 126 was de locomotief van de posttrein die in 1963 bij Sears Crossing werd overvallen.  |
| 1985 | 16                        | 16                   | 40 012/13/44/60/79/86/104/118/135/143/150/152/155/181/192/194                                                                                  | De overgebleven locs gingen op 22 januari 1985 uitdienst. |

## Voortgezet gebruik
Het verhaal van de Class 40 was echter niet afgelopen. Op initiatief van de treinliefhebbers Howard Johnston en Murray Brown, die de 40 122 zagen staan bij depot Carlisle Kingmoor in de zomer van 1981 klaar voor de sloop in de werkplaats van Swindon. De 40 122 werd door BR teruggenomen en opgeknapt in depot Toton met onderdelen uit de 40 076. Weer rijvaardige en geschilderd in de oorspronkelijke groene kleur werd ze ingezet voor normale reizigerstreinen en gelegenheidsritten in de hoop treinliefhebbers aan te trekken. Hiernaast kwamen vier exemplaren tijdelijk terug in dienst als dienstvoertuigen Class 97, met de nummers 97 405–408. Ze werden tot maart 1987 ingezet voor de werktreinen ten behoeve van de ombouw van Crewe.
40 122 werd in 1988 uitgerangeerd en overgebracht naar het National Railway Museum. Zes andere exemplaren werden als erfgoed bewaard en op 30 november 2002, meer dan 16 jaar nadat de reeks een reizigerstrein op het hoofdnet had getrokken, trok de 40 145 van de Class 40 Preservation Society de gelegenheidstrein voor liefhebbers "The Christmas Cracker IV", van Crewe naar Holyhead via Birmingham. Na een onderbreking van drie jaar als gevolg van een vlamoverslag bij een van de tractiemotoren keerde de 40 145 in 2014 terug naar het hoofdnet.

## Ongelukken en voorvallen
- 3 juni 1962. De net dertig maanden oude D 244 trok de nachttrein naar Edinburgh die de vorige avond om 22:15 was vertrokken uit Kings Cross. De trein werd oplast van een verkeersleider omgeleid van Peterborough over Sleaford. Die zondagochtend om 00:45 naderde de trein Lincoln met een veel te hoge snelheid voor de daar geldende 15 m/u. De locomotief schudde hevig maar bleef in het spoor, de slaaprijtuigen ontspoorden echter allemaal. De achterste rijtuigen misten op een haar na het seinhuis van Pelham Street dat zodoende gespaard bleef. Het ongeluk eiste drie levens, waaronder de wagenmeester van het slaaprijtuig, en had 30 gewonden tot gevolg.[2]
- 26 december 1962. De D215 Aquitania trok de Mid-Day Scot naar Londen toen ze bij Coppenhall aansluiting bij Crewe achterop de trein van Liverpool naar Birmingham botste.[3] Hierbij vielen 18 doden en 34 gewonden, waaronder de conducteur. Het was niet de D326 die de trein trok, zoals vaak gedacht.[4]
- 13 mei 1966. Een goederentrein verloor tussen Norton Junction en Weaver Junction, Cheshire de achterste wagons. De D322, die er achter reed met een expresstrein, botste op de verloren wagons, hierbij kwamen zowel de machinist als de leerling machinist om het leven.[5] The locomotive was withdrawn in September 1967.[6]
- 7 mei 1965. In Preston-le-Skerne, County Durham ontspoorde een goederentrein. De D350 met een trein met kranten reed in op de brokstukken en ontspoorde zelf ook, de berging van de locomotief duurde tot 16 mei.[7]
- 14 augustus 1966. De D311 reed met een reizigerstrein op een grondverschuiving bij Sanquhar, Dumfriesshire en ontspoorde.[8]
- 6 augustus 1975. Als gevolg van onvoldoende remvermogen kon de No. 40 189 met een goederentrein niet op tijd stoppen en botste op een andere goederentrein bij Weaver Junction, Cheshire.[8]
- 26 oktober 1975. Een expresstrein viel stil bij Lunan, Angus en de te hulp geschoten 40 111 reed met 25 m/u achterop. Hierbij vielen een dode en elf gewonden.[9]
- 24 december 1977. De 40 164 botste op gereedstaande rijtuigen, die om 06:00 uur naar Mallaig zouden vertrekken, op spoor 5 van Glasgow Queen Street. De machinist verloor de macht over de locomotief tijdens de afdaling van 1 op 45 in de Queen Street Tunnel. Het daarop volgende onderzoek wees uit dat de pakkingen van het remsysteem niet waren geplaatst nadat de wielen op de draaibank waren geslepen.[10]
- september 1978. De 40 044 trok een goederentrein die wegrolde en ontspoorde bij de ontspoorinrichting van Chinley, Derbyshire.[7]

### D326: De grote treinroof 1963
De D326 (later 40 126) was de bekend van de reeks, al was dat door verkeerde oorzaken. De locomotief  had snel een bewogen geschiedenis en werd door sommigen onder het spoorwegpersoneel als vervloekt gezien zodat sommige machinisten aarzelden om er mee te rijden. In 1963 was het de trekkracht voor de trein bij de beruchte Grote treinroof en een jaar later in augustus 1964 werd een leerling machinist geëlektrocuteerd toen hij de ramen lapte. Uiteindelijk, in augustus 1965 weigerden alle remmen toen ze met een onderhoudstrein Birmingham New Street binnenreed en achterop een goederentrein botste, hierbij raakte de conducteur gewond. Daarna verliep alles normaal tot de sloop in 1984. 
De 40126 werd op 15 februari 1984 uitgerangeerd en werd vervolgens aangeboden aan het  National Railway Museum (HRM) gezien de historische waarde. Het museum sloeg het aanbod echter af en de sloop in de werkplaats van Doncaster werd met ongekende spoed uitgevoerd om eventuele souvenierjagers voor te blijven.  Andere beroemde veertigen waren de 40 106, de laatste in de originele groene beschildering en de 40 009, de laatste met alleen vacuumremmen. De 40118 werd gebruikt in de film Great Train Robbery die geïnspireerd was op de treinroof uit 1963.

## Erfgoed
Zeven locomotieven en een cabine (40 088) zijn bewaard bij museumlijnen, waaronder de eerste D200 en de dienstvoertuigen 97406, 97407 en 97408. Niet alle locomotieven dragen hun zoals te zien is in onderstaande lijst. Behalve de 40118 hebben alle museumlocomotieven gereden waarvan drie, D200 (40122), D213 (40013) en D345 (40145), op het hoofdnet. In 2018 reden de D213 en D345 nog op het hoofdnet. De 40013 Andania, werd gered van het terrein van sloper Vic Berry in 1987.  D212 Aureol werd naar Vic Berry gestuurd om de asbest te verwijderen waarna ze werd ondergebracht bij het Midland Railway Centre.
| Nummer (Nu gebruikte vet gedrukt) | Nummer (Nu gebruikte vet gedrukt) | Nummer (Nu gebruikte vet gedrukt) | Naam                    | Fabrikant                       | Gebouwd       | Uitgerangeerd | Dienstjaren           | Huidige beschildering | Status                                      | Huidige locatie                | Opmerkingen |
| --------------------------------- | --------------------------------- | --------------------------------- | ----------------------- | ------------------------------- | ------------- | ------------- | --------------------- | --------------------- | ------------------------------------------- | ------------------------------ | --- |
| D200                              | 40 122                            |                                   |                         | Vulcan Foundry                  | maart 1958    | april 1988    | 30 jaar en 1 maand    | BR Green              | Static Exhibit                              | National Railway Museum        | Frontnummerschijven. Onderdeel van de National Collection. |
| D212                              | 40 012                            | 97 407                            | Aureol                  | Vulcan Foundry                  | mei 1959      | april 1986    | 26 jaar en 11 maanden | BR Blue               | Rijvaardig                                  | Midland Railway - Butterley    | Frontnummerschijven. |
| D213                              | 40 013                            |                                   | Andania                 | Vulcan Foundry                  | juni 1959     | oktober 1984  | 25 jaar en 4 maanden  | BR Green              | Rijvaardig en toegelaten voor het hoofdnet  | Crewe Diesel TMD               | Frontnummerschijven. Onderdeel van de dieselvloot van Locomotive Services Limited.                                                                                                 |
| D288                              | 40 088                            |                                   |                         | Vulcan Foundry                  | augustus 1960 | februari 1982 | 21 jaar en 6 maanden  | BR Blue               | Cabine tentoongesteld                       | Llanelli & Mynydd Mawr Railway | Frontnummerschijven. Een cabine behouden gemonteerd op een oplegger. Eigendom van the Cab Yard, daarvoor van de Class 40 Preservation Society.                                     |
| D306                              | 40 106                            |                                   | Atlantic Conveyor       | Robert Stephenson and Hawthorns | oktober 1960  | april 1983    | 22 jaar en 6 maanden  | BR Green              | Rijvaardig                                  | East Lancashire Railway        | Frontnummerschijven. Eigendom van de Class 40 Preservation Society. Naam gekregen als museumloc.                                                                                   |
| D318                              | 40 118                            | 97 408                            |                         | Robert Stephenson and Hawthorns | februari 1961 | februari 1986 | 25 jaar               | BR Blue               | In onderhoud                                | Battlefield Line Railway       | Frontnummerschijven. |
| D335                              | 40 135                            | 97 406                            |                         | Vulcan Foundry                  | March 1961    | December 1986 | 25 jaar en 9 maanden. | BR Blue               | In onderhoud                                | East Lancashire Railway        | Frontnummerschijven in twee gescheiden kasten. Eigendom van de Class 40 Preservation Society.                                                                                      |
| D345                              | 40 145                            |                                   | East Lancashire Railway | Vulcan Foundry                  | mei 1961      | juni 1983     | 22 jaar en 1 maand    | BR Green              | Rijvaardig en toegelaten voor het hoofdnet. | Diesel werkplaats in Crewe     | Frontnummerfilms. Eigendom van de Class 40 Preservation Society. Verhuurd aan West Coast Railways. Droeg een naambord tijdens het 20 jarig bestaan van de East Lancashire Railway. |